# Phoenix (rumuński zespół muzyczny)
Phoenix (na Zachodzie znany również jako Transsylvania Phoenix) – rumuński zespół muzyczny, który założyło w 1962 roku w Timișoarze dwóch gitarzystów Nicolae Covaci i Béla Kamocsa. 
Początkowo byli pod „wyraźnym wpływem” brytyjskich grup: The Shadows, The Tornados, The Ventures i The Beatles. Pierwsza piosenka zespołu została nagrana w 1965 roku - Știu că mă iubești și tu. Dało to możliwość nagrań płytowych, występów w radiu i telewizji, a także na festiwalach. W 1972 roku ukazał się pierwszy album grupy - Cei ce ne-au dat nume (Ci, którzy dali nam imię), będący studyjnym zapisem muzyki do folk-opery wystawianej w Bukareszcie w 1973 roku. Wśród wielu ludowych, bądź stylizowanych na ludowe utworów (w większości opracowanych i skomponowanych przez Covacia) znalazł się Negru vodă (Czarny książę), eksponujący rockowe brzmienie skrzypiec. Phoenix występował w 1973 roku na festiwalach piosenki w Bratysławie i Sopocie, koncertował w ZSRR, często gościł w Rumuńskiej Telewizji. W 1974 roku zespół nagrał swój drugi album Mugur de fluier. W 1975 roku - podwójny album Cantofabule - muzyczny przewodnik po wyimaginowanym zwierzyńcu nieba, gdzie można było spotkać m.in. jednorożca (Norocul inorogului), skarabeusza (Scara scărăbeului), smoka (Uciderea balaurului), syrenę (Sirena), ptaka Ro(c)ka (Pasărea Roc..k and Roll) i Feniksa (Phoenix). Teksty do wszystkich 13 utworów z płyty Cantofabule i do 9 z poprzedniej Mugur de fluier napisali dwaj rumuńscy poeci: Şerban Foarţă i Andrei Ujică. W połowie lat 70. zespół występował w składzie: Mircea Baniciu – śpiew, Nicolae Covaci – śpiew, gitary, flet, Günther Reininger – instrumenty klawiszowe, syntezatory, Josef Kappl – gitara basowa, śpiew, skrzypce, flet, Ovidiu Lipan – perkusja, instrumenty perkusyjne.
W roku 1998, album reedycja z utworami z pierwszego longplaya Phoenixa Cei ce ne-au dat nume, został wydany w Polsce, przez polskie wydawnictwo muzyczne Wydawnictwo 21, a jako bonusy dołączono dwie piosenki Mamâ, mamâ i Te întreb pe tine soare z EP Meşterul Manole z 1973 roku.

## Dyskografia[6]
- Vremuri, 1968, EP
- Floarea stîncilor, 1969, EP
- Cei ce ne-au dat nume (Ci, którzy dali nam imię), 1972, LP
- Meșterul Manole, 1973, EP
- Mugur de fluier, 1974, LP
- Cantofabule, 1975, 2LP
- Transsylvania, 1981, LP
- Ballade For You/The Lark, 1987, singel
- Tuareg/Mr. G's Promises, 1988, singel
- Tuareg, 1988, maxi singel
- Ciocîrlia/Perestroika, 1990, singel
- Remember Phoenix, 1991, LP/CD
- SymPhoenix/Timișoara, 1992, 2LP/CD
- Evergreens, 1993
- Cantafabule - Bestiar, 1996
- Anniversare 35, 1997
- Vremuri, anii '60..., 1998
- În umbra marelui urs, 2000
- Baba Novak, 2005
- Back to the Future, 2008
- Vino, Țepeș!, 2014